# 達磨寺 (臺南市)
達磨寺是台灣台南市曾經存在的臨濟宗妙心寺派佛寺。台灣日治時期創建，開山（初代住持）為則竹玄敬，戰後廢寺。

## 歷史
此寺最初為台灣日治時期創建的的妙心寺派布教所，開山之地為明治町，位在現大觀音亭興濟宮西北，後移轉至東門町，昭和十六年（1941年）11月獲認可改名「達磨寺」:149。戰後廢寺，現為台灣聖公會聖米迦勒天使花園。